# Lunds universitets magasin
Lunds universitets magasin (LUM) är en tidning för personalen vid Lunds universitet
LUM började ges ut 1968, som Lunds universitet meddelar. Sitt nuvarande namn fick tidningen 2005.